# Arcinges
 (février 2017).
- Si vous ne connaissez pas le sujet, laissez ce bandeau (vous pouvez alors contacter les auteurs).
- Si vous supprimez le contenu mis en cause (vous pouvez préalablement contacter les auteurs),

argumentez précisément cette suppression dans la page de discussion
(un manque de référence n'est pas un argument ; une recherche réelle de référence doit avoir été effectuée, être formellement documentée).
 (février 2017).
Arcinges est une commune française située dans le département de la Loire en région Auvergne-Rhône-Alpes.

## Géographie
Arcinges est une commune du nord du département de la Loire dans l'arrondissement de Roanne. Elle faisait partie jusqu'à une date récente de l'ancien canton de Belmont-de-la-Loire et elle est englobée depuis la réforme 2013-2015 dans le nouveau canton de Charlieu, beaucoup plus vaste. Avec ses 3,44 km2 de superficie le territoire communal d'Arcinges est le moins étendu du nord-est roannais, du moins dans le département de la Loire (non loin de là, mais en Saône-et-Loire, celui de Châteauneuf ne couvre que 1,34 km2. Les quatre côtés du losange formé par la commune d'Arcinges lui donnent pour voisines quatre communes du même département, celle de Mars au nord-ouest, celle d'Écoche au nord-est, de Le Cergne au sud-est et de Cuinzier au sud-ouest. Arcinges est cependant situé à la périphérie de son département puisqu'à un kilomètre à vol d'oiseau de l'angle nord-ouest du losange commence le territoire municipal de Coublanc dans le département voisin de Saône-et-Loire, en région Bourgogne-Franche-Comté.
Conformément à la disposition générale de la région qui s'incline depuis les hauteurs des monts du Beaujolais jusqu'à la Loire c'est à son extrémité Est que la commune atteint son point culminant, à 720 m. dans le bois de Rottecorde. La déclivité est particulièrement forte à l'intérieur de ce losange de petite dimension. Les altitudes s'abaissent assez rapidement vers l'ouest en se maintenant pourtant toujours au-dessus de 500 m sur les trois quarts orientaux de la commune. Dans le tiers occidental  elles plongent rapidement pour s'abaisser jusqu'à 398 m. à l’extrémité ouest du losange, en un point ainsi diamétralement opposé au point culminant. Le relief de la commune peut ainsi être décrit comme un petit amphithéâtre, le demi-cercle nord allant du bourg au bois de Rottecorde, le gradin supérieur, et le demi-cercle sud du bois de Rottecorde au Calvaire.
La géologie inclut la commune dans le massif cristallin beaujolais même si la relative modestie des altitudes la place sur les marges occidentales de ce massif. Le socle granitique est dans ce secteur parcouru de cassures orientées de façon à peu près orthogonales, les unes nord-est - sud-ouest et les autres nord-ouest - sud-est et que le réseau hydrographique a d'ailleurs exploitées.
La disposition topographique et la conformation géologique décrites ci-dessus impliquent un drainage de la commune par les eaux courantes dirigé exclusivement vers l'ouest, direction conséquente donc puisqu'en conformité avec la pente générale de l'ensemble de la région. Le réseau hydrographique est d'ailleurs d'une grande simplicité à l'intérieur de cette aire exiguë : un ruisseau coulant d'est en ouest (une « goutte » pour employer un terme usité dans la région) forme l'axe de la commune ; né sur les pentes du bois de Rottecorde il coule entre le bourg et le Calvaire et il est tributaire du Chandonnet, cours d'eau qui constitue sur tout le côté sud-ouest du losange la limite avec la commune de Cuinzier. Le Chandonnet ici  proche de sa source n'a encore qu'un débit modeste ; mesuré en 2005 dans le secteur qui nous occupe à la limite de Cuinzier et d'Arcinges il n'est encore que de 7,5 l/s, l'étiage quinquennal ne dépassant pas 4 l/s.
Avec 124 hectares de forêt la commune d'Arcinges affiche  un taux de boisement de 36 % qui est loin d'être négligeable au regard de la moyenne régionale mais à rapprocher  de la couverture forestière nettement plus forte des communes voisines dont l'altitude moyenne est plus forte : 51 % à Écoche, 52 % au Cergne. Comme on pouvait s'y attendre ce sont les secteurs les plus élevés qui connaissent la couverture forestière la plus importante avec en premier lieu le bois de Rottecorde qui occupe une grande partie de l'est de la commune et en second lieu la colline du Calvaire.
Arcinges peut être définie comme une commune retirée mais non enclavée : aucune voie de communication importante ne la dessert mais elle n'est guère éloignée de la route départementale 70 relativement passante qui par Cours, Cuinzier (distant de 3 km seulement) et Charlieu unit le Haut Beaujolais à la plaine de la Loire. D'autre part, la commune constitue un modeste nœud routier puisqu'elle est desservie à la fois par la D 48 qui relie Le Cergne à Saint-Denis-de-Cabanne et par la longue D 39 (qui traverse tout le nord du département de la Loire) qui l'unit d'un côté à Belmont-de-la-Loire par le Croix de la Fin et d'un autre à Cuinzier, ces deux petites départementales se confondant sur un km entre le village Bouillon et le bourg. Enfin, dans le secteur du bois de Rottecorde, à l'est de la commune, la D 45 qui conduit d'Écoche au Cergne effleure son territoire sur environ 1 km à partir du lieu-dit le Coucou.
Aucun service d'autocar ne dessert la commune mais une ligne régulière reliant Charlieu à Thizy-les-Bourgs dessert quotidiennement Cuinzier à quelques kilomètres de là. 
La gare ferroviaire de Roanne sur la ligne de Lyon à Paris est accessible en 26 km mais la plus proche est celle de Chauffailles sur la ligne de Lyon à Paray-le-Monial, à 13 km seulement.
Arcinges est une commune où l'effondrement du nombre d'habitants avait été un des plus forts de la région entre le milieu du XIXe siècle et le troisième quart du XXe siècle. L'exode rural induit par la révolution industrielle (l'essor de l'activité textile dans le Roannais) s'est déclenché très tôt dans cette localité géographiquement un peu retirée et a sévi plus fortement que dans maintes communes voisines. Le maximum démographique  fut précocement  atteint  en 1856 avec 631 habitants. Le déclin qui s'ensuivit, longtemps modéré, s'accéléra à partir du début du XIXe siècle, fut encore renforcé par la Première Guerre mondiale et se prolongea jusqu'à la fin du XXe siècle vidant finalement la commune des 4/5 de sa population puisqu'il ne restait plus que 122 personnes à Arcinges en 1990. Fort heureusement depuis 35 ans un net redressement s'est produit, limité pourtant comme ailleurs dans le rural profond, et la commune rassemble aujourd'hui 205 personnes. Arcinges reste ainsi malgré tout une des plus petites communautés municipales de la région.
La distribution de la population à l'intérieur de la commune correspond au schéma propre aux régions de demi-bocage, à savoir une nette dispersion de l'habitat. Le bourg ne rassemble qu'une part restreinte de la population et l'habitat se disperse en un certain nombre d'écarts plus ou moins importants. Les plus gros hameaux sont Patural, Tupinet et le village Bouillon, Fagot.  D'autres lieux-dits, groupant parfois un petit nombre d'habitations, sont assez également répartis à l'intérieur du territoire communal et ont pour noms la Croix de la Fin, le Coucou, la Forêt, les Pins, les Grandes Gouttes, le Calvaire, la Scie, Pont Chambost, les Pélonières, la Seigne, le Forestier, Trévandré, Toraro, Foncomtal.
Comme on peut s'y attendre s'agissant d'une très petite commune l'activité économique est réduite : une seule exploitation agricole reste en activité tandis que l'artisanat est représenté par deux entreprises seulement : une menuiserie au bourg et une activité de sciage et rabotage du bois aux Grandes Gouttes.

### Climat
Pour des articles plus généraux, voir Climat d'Auvergne-Rhône-Alpes et Climat de la Loire.
En 2010, le climat de la commune est de type climat des marges montargnardes, selon une étude du Centre national de la recherche scientifique s'appuyant sur une série de données couvrant la période 1971-2000. En 2020, Météo-France publie une typologie des climats de la France métropolitaine dans laquelle la commune est exposée à un climat de montagne ou de marges de montagne et est dans une zone de transition entre les régions climatiques « Centre et contreforts nord du Massif Central » et « Nord-est du Massif Central ».
Pour la période 1971-2000, la température annuelle moyenne est de 10 °C, avec une amplitude thermique annuelle de 16,2 °C. Le cumul annuel moyen de précipitations est de 952 mm, avec 11,7 jours de précipitations en janvier et 8,2 jours en juillet. Pour la période 1991-2020, la température moyenne annuelle observée sur la station météorologique de Météo-France la plus proche, « Charlieu », sur la commune de Charlieu à 9 km à vol d'oiseau, est de 11,6 °C et le cumul annuel moyen de précipitations est de 769,3 mm,. Pour l'avenir, les paramètres climatiques de la commune estimés pour 2050 selon différents scénarios d'émission de gaz à effet de serre sont consultables sur un site dédié publié par Météo-France en novembre 2022.

## Urbanisme

### Typologie
Au 1er janvier 2024, Arcinges est catégorisée commune rurale à habitat dispersé, selon la nouvelle grille communale de densité à sept niveaux définie par l'Insee en 2022.
Elle est située hors unité urbaine et hors attraction des villes,.

### Occupation des sols
L'occupation des sols de la commune, telle qu'elle ressort de la base de données européenne d’occupation biophysique des sols Corine Land Cover (CLC), est marquée par l'importance des territoires agricoles (62,1 % en 2018), une proportion identique à celle de 1990 (62,1 %). La répartition détaillée en 2018 est la suivante : 
forêts (37,9 %), prairies (35,7 %), zones agricoles hétérogènes (26,3 %). L'évolution de l’occupation des sols de la commune et de ses infrastructures peut être observée sur les différentes représentations cartographiques du territoire : la carte de Cassini (XVIIIe siècle), la carte d'état-major (1820-1866) et les cartes ou photos aériennes de l'IGN pour la période actuelle (1950 à aujourd'hui).

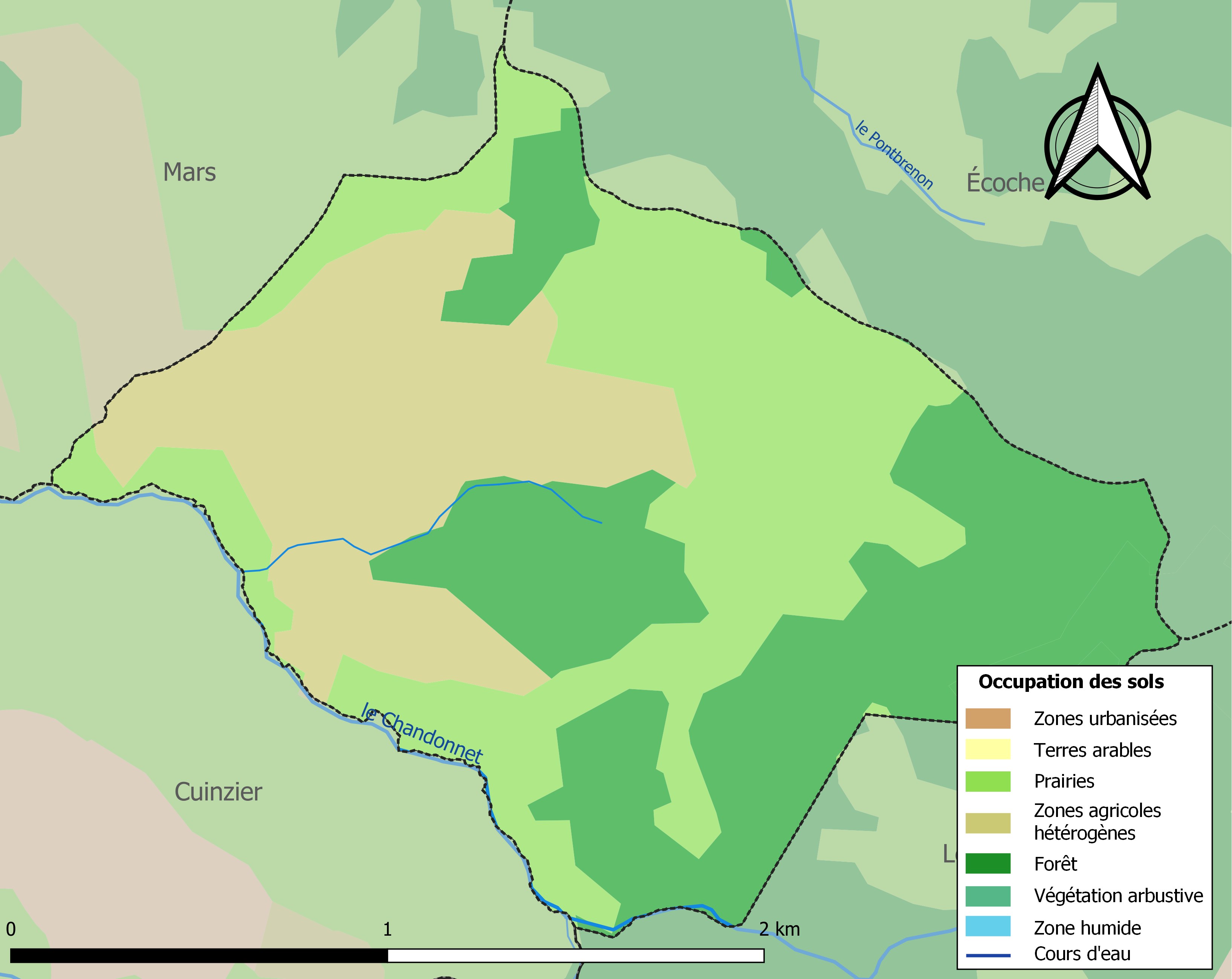
Carte des infrastructures et de l'occupation des sols de la commune en 2018 (CLC).

## Toponymie
Archingiis (1096).
Toponyme d'origine burgonde, franquisé, composé de Erkin et du suffixe ingas (le domaine de), signifiant « le domaine de Erkin », « l'inviolable ».

## Histoire
Reinerius de Archingiis dans le cartulaire de Saint-Vincent de Mâcon (1096).
La paroisse dépendait du diocèse de Mâcon, mais c'est le prieur de Charlieu qui nommait la Cure.
L'église actuelle, construite à l'emplacement de la chapelle de la maison forte, date de 1840.

## Politique et administration

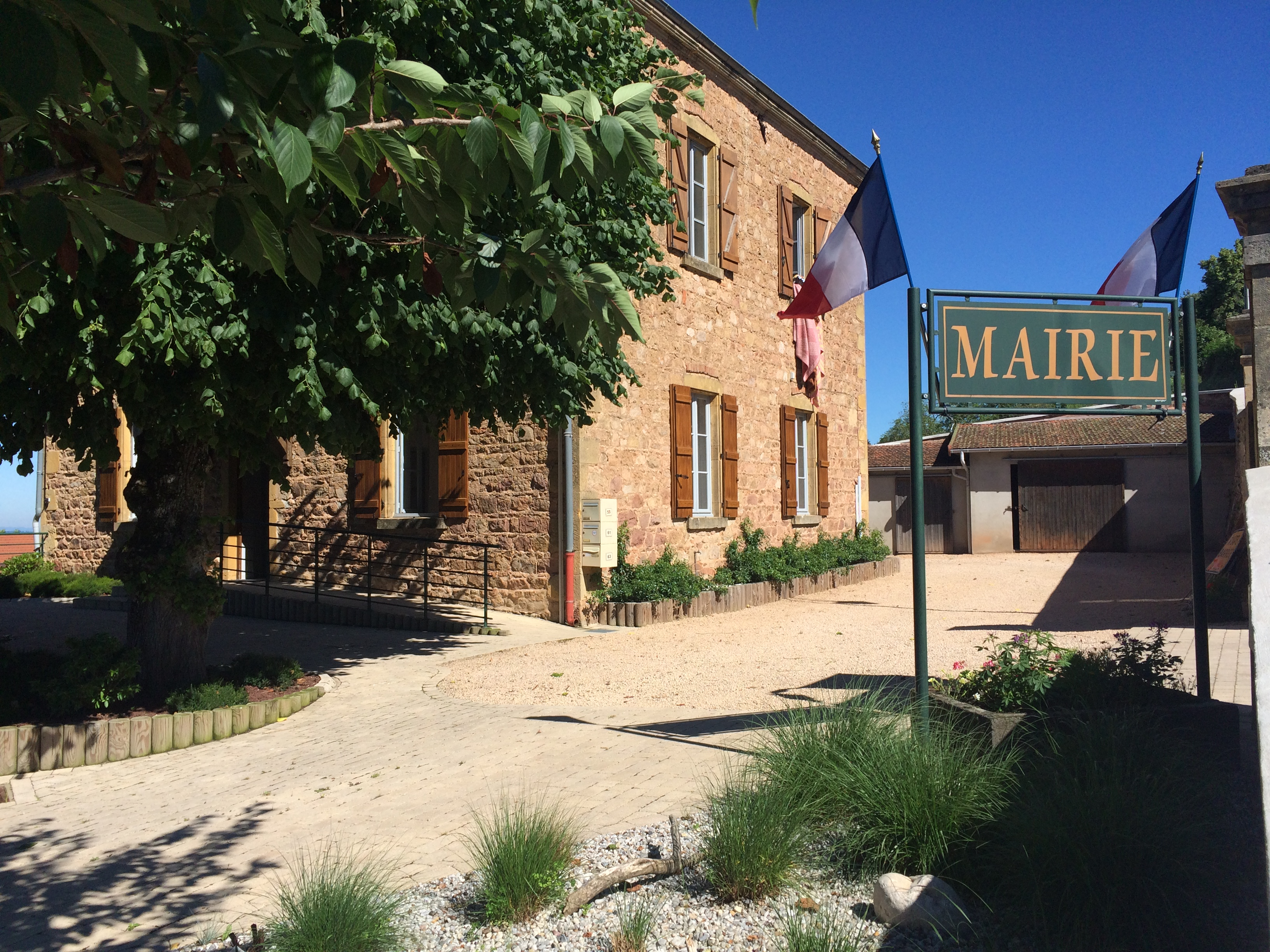
La mairie.

| Période                                  | Période                   | Identité                                        | Étiquette | Qualité     |
| ---------------------------------------- | ------------------------- | ----------------------------------------------- | --------- | ----------- |
| Les données manquantes sont à compléter. |                           |                                                 |           |             |
| mars 2001                                | En cours (au 26 mai 2020) | Henri Grosdenis, Réélu pour le mandat 2020-2026 | DVD       | Agriculteur |

## Démographie
Les habitants sont nommés les Blottis.

L'évolution du nombre d'habitants est connue à travers les recensements de la population effectués dans la commune depuis 1793. Pour les communes de moins de 10 000 habitants, une enquête de recensement portant sur toute la population est réalisée tous les cinq ans, les populations de référence des années intermédiaires étant quant à elles estimées par interpolation ou extrapolation. Pour la commune, le premier recensement exhaustif entrant dans le cadre du nouveau dispositif a été réalisé en 2005.

En 2022, la commune comptait 217 habitants, en évolution de +3,83 % par rapport à 2016 (Loire : +1,32 %, France hors Mayotte : +2,11 %).
| 1793 | 1800 | 1806 | 1821 | 1831 | 1836 | 1841 | 1846 | 1851 |
| ---- | ---- | ---- | ---- | ---- | ---- | ---- | ---- | ---- |
| 540  | 410  | 517  | 493  | 520  | 566  | 568  | 621  | 628  |

| 1856 | 1861 | 1866 | 1872 | 1876 | 1881 | 1886 | 1891 | 1896 |
| ---- | ---- | ---- | ---- | ---- | ---- | ---- | ---- | ---- |
| 631  | 596  | 602  | 582  | 575  | 558  | 568  | 571  | 527  |

| 1901 | 1906 | 1911 | 1921 | 1926 | 1931 | 1936 | 1946 | 1954 |
| ---- | ---- | ---- | ---- | ---- | ---- | ---- | ---- | ---- |
| 534  | 523  | 434  | 346  | 321  | 278  | 260  | 213  | 221  |

| 1962 | 1968 | 1975 | 1982 | 1990 | 1999 | 2005 | 2006 | 2010 |
| ---- | ---- | ---- | ---- | ---- | ---- | ---- | ---- | ---- |
| 180  | 155  | 131  | 135  | 122  | 134  | 167  | 172  | 194  |

| 2015 | 2020 | 2022 | - | - | - | - | - | - |
| ---- | ---- | ---- | - | - | - | - | - | - |
| 208  | 216  | 217  | - | - | - | - | - | - |

## Lieux et monuments
- La bibliothèque d'Arcinges : un grand nombre de livres divers et variés de tous genres.
- Église Sainte-Catherine d'Arcinges.

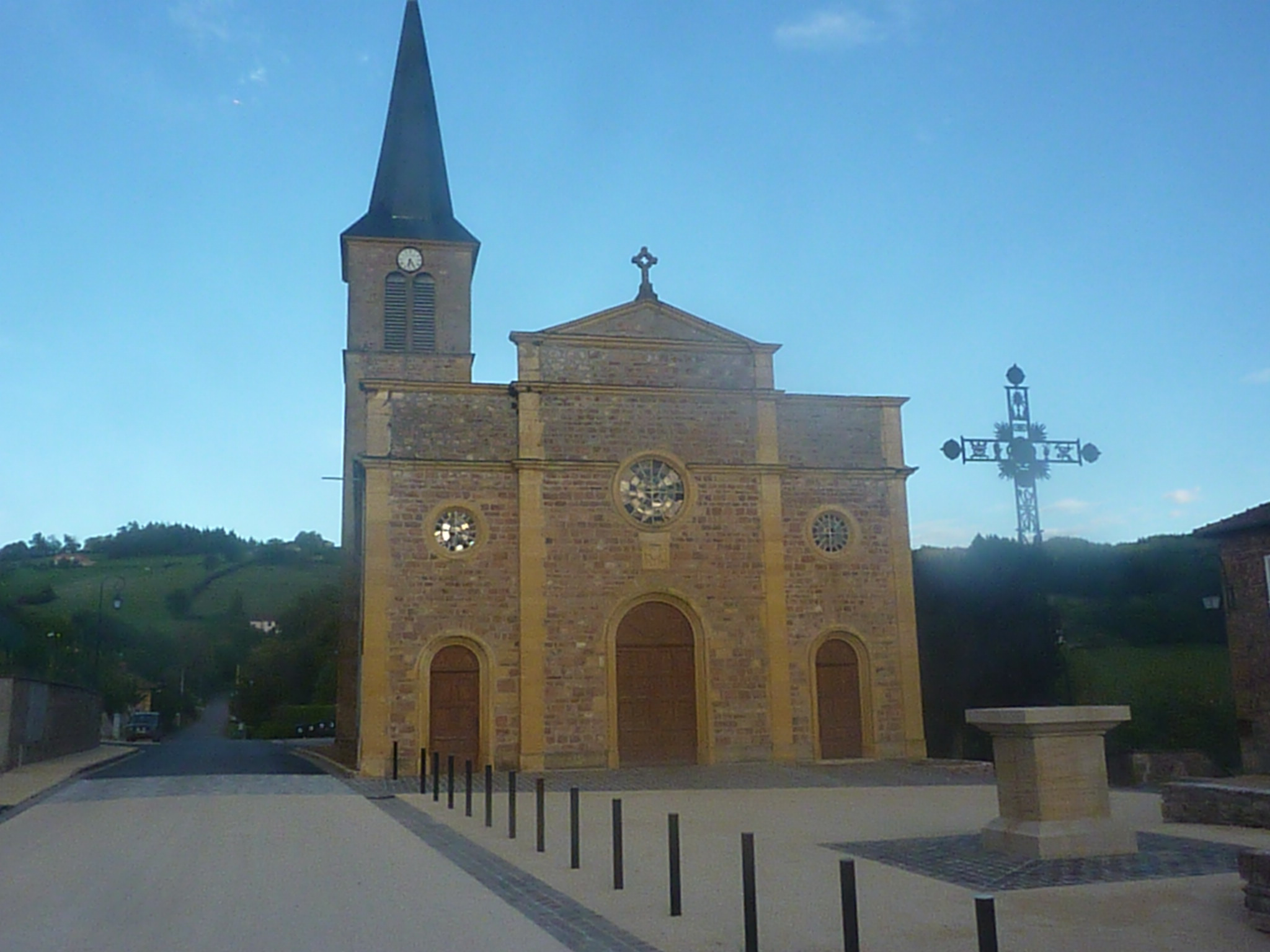
L'église.
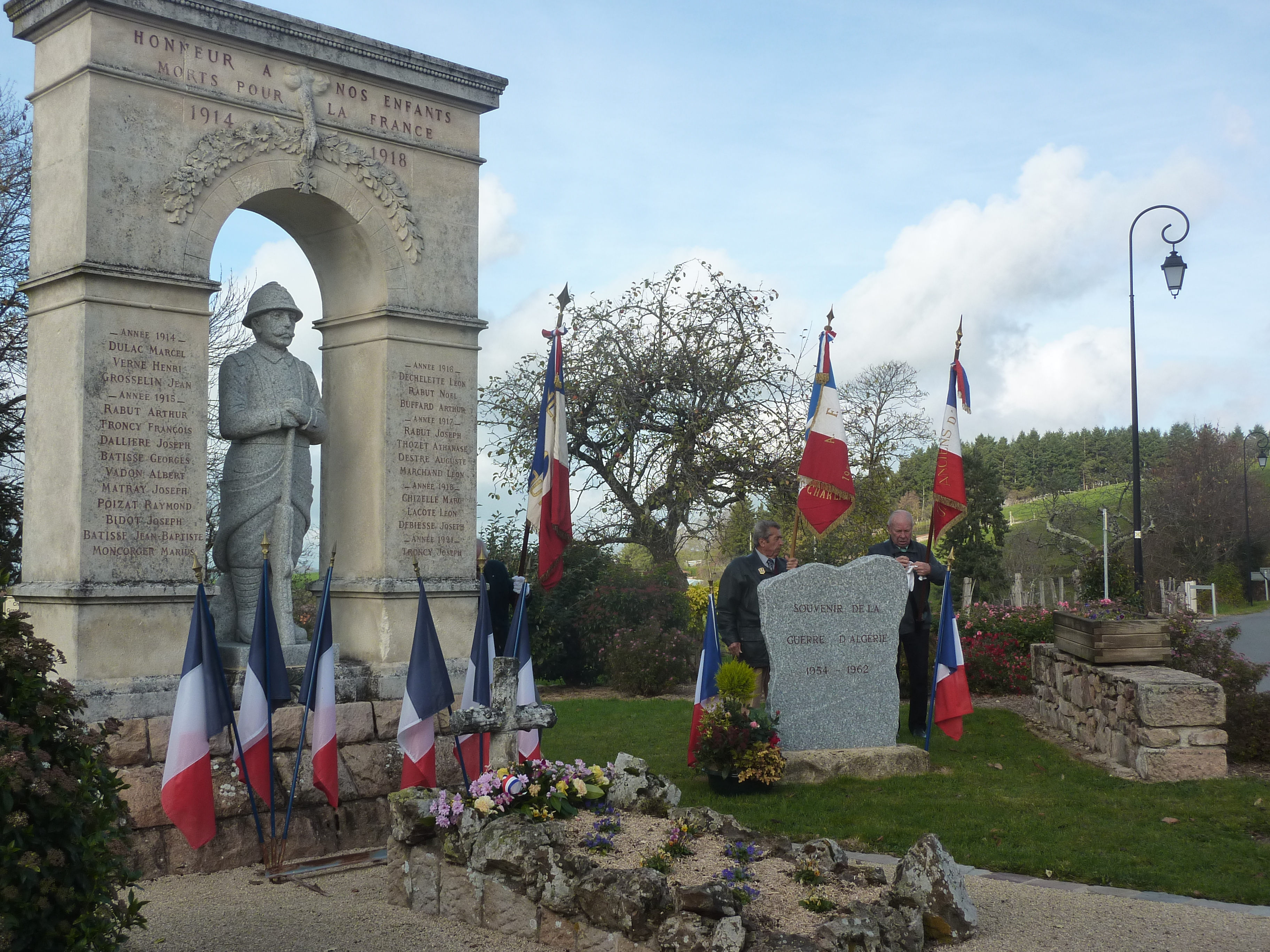
Le monument aux morts.

## Pour approfondir